# WCW Sin
Sin foi um evento de wrestling profissional em formato pay-per-view (PPV) produzido pela World Championship Wrestling (WCW). Este evento foi criado para substituir o tradicional Souled Out. O show foi um dos últimos antes da compra da WCW, realizada pela World Wrestling Federation (WWF). Aconteceu dia 14 de janeiro de 2001 Conseco Fieldhouse, em Indianápolis, Indiana.

## Resultados
| #                              | Lutas | Estipulação                                                             | Tempo |
| ------------------------------ | --- | ----------------------------------------------------------------------- | ----- |
| 1                              | Chavo Guerrero, Jr. (c) derrotou Shane Helms | Singles match pelo WCW Cruiserweight Championship                       | 11:14 |
| 2                              | Reno derrotou Big Vito | Singles match                                                           | 08:41 |
| 3                              | The Jung Dragons (Yun Yang e Kaz Hayashi) (com Leia Meow) derrotaram Evan Karagias e Jamie Knoble | Tag team match                                                          | 09:21 |
| 4                              | Ernest Miller (com Ms. Jones) derrotou Mike Sanders | Singles match pelo cargo de WCW Commissioner                            | 05:44 |
| 5                              | Team Canada (Lance Storm, Mike Awesome e Elix Skipper) (com Major Gunns) derrotaram The Filthy Animals (Konnan, Rey Misterio, Jr. e Billy Kidman) (com Tygress) (com Jim Duggan como árbitro especial) | Penalty Box match                                                       | 13:07 |
| 6                              | Meng derrotou Terry Funk (c) e Crowbar (com Daffney) | Triangle match pelo WCW Hardcore Championship                           | 11:41 |
| 7                              | The Natural Born Thrillers (Sean O'Haire e Chuck Palumbo) (com Mike Sanders) derrotaram The Insiders (Kevin Nash e Diamond Dallas Page) (c)                                                            | Tag team match pelo WCW World Tag Team Championship                     | 11:16 |
| 8                              | Shane Douglas derrotou General Rection (c) | First Blood Chain match pelo WCW United States Heavyweight Championship | 11:36 |
| 9                              | Totally Buff (Lex Luger e Buff Bagwell) derrotaram Goldberg e Dwayne Bruce | No Disqualification match                                               | 11:00 |
| 10                             | Scott Steiner (c) (com Midajah) derrotou Jeff Jarrett, Sid Vicious e Animal | Four corners match pelo WCW World Heavyweight Championship              | 07:53 |
| (c) - Campeões antes das lutas | |                                                                         |       |